# Beaufort (Malaisie)
Pour les articles homonymes, voir Beaufort.
Beaufort est une ville de l'État de Sabah en Malaisie.